# American Association of Physics Teachers
L'American Association of Physics Teachers (AAPT) è un'associazione, fondata nel 1930, allo scopo di promuovere l'insegnamento della Fisica. Ha sede nell'American Center for Physics al College Park, in Maryland.
Vi sono più di 10.000 membri di AAPT, provenienti da più di trenta stati differenti.
L'associazione si occupa della pubblicazione di riviste di Fisica.
AAPT offre delle agevolazioni per insegnanti e studenti, tra cui uno sconto sugli abbonamenti alle riviste. Offre agevolazioni anche per università e istituzioni che si occupano della promozione della Fisica, vendendo un pacchetto comprendente abbonamento, pubblicità, sconti e altri servizi.

## Storia
AAPT è stata fondata nel 31 dicembre 1930, nel corso di una riunione di 45 fisici. L'associazione, particolarmente rivolta allo sviluppo dell'insegnamento della Fisica, sarebbe diventata, in seguito, una delle fondatrici di American Institute of Physics.

## Concorsi
L'AAPT è sponsor di alcune competizioni, tra cui The Physics Bowl, Six Flags' roller coaster contest e US Physics Team. Inoltre, ogni anno, cinque membri vengono selezionati per la partecipazione alle Olimpiadi Internazionali di Fisica.

## Pubblicazioni
L'American Association of Physics Teachers pubblica due riviste internazionali incentrate sulla Fisica a livello didattico: American Journal of Physics e The Physics Teachers